# Уметност усевима
Круп арт или уметност усевима је еколошка уметничка пракса у којој се спаја креативност и пољопривреда са уметношћу усева, занатом који користи житарице, семе или лишће као материјал за стварање приказа, ознака и/или слика.  Уметност усева има уметничке претходнике у мозаицима од разбијеног стакла, керамике или камена причвршћених на површину цементом. Замршенији дизајни који се налазе у уметности усева  изазива  поинтилизам, у којем аранжмани малих тачака боје или мастила формирају слику.
Најупечатљивији примери уметности усевима су реалистично приказ лица у више димензија. На њима је ова форма уметности толико је усавршена да је понекад тешко разазнати да је слика заправо направљена од семена усева или од сликарских материјала. 
Круп арт уметничка дела често веома вешто уместо речима сликом прикаују друштвене коментаре, паметне референце, по узору на поп културу и уметност.

## Техника
Процес стварања у Круп арту генерално укључује прво скицирање или цртање слике слободном руком. Потом се ови цртежи преноса на површину плоче помоћу папира отпорног на восак или оловке. За израду слика метници користе различите инструменте - чачкалице, куке за плетење за разбој, алате за уметност тачака или инструменте за уметност ноктију - за постављање семена. Након што сортирају материјале у боји, постављају семе на даску помоћу занатског лепка. Да би се постигле прецизније линије и облици, семе се може сећи и на потребну величину хоби ножем.
Семе канабиса и ризични садржај су забрањени. А постоји и две врсте уноса, они који користе природна семена или материјале и оне који су офарбани или обојени (када је боја једина опција за постизање неких боја зрневља).

## Кругови у житу
Термин Круп арт би се могао користити да опише формације познате као кругови у житу. Кругови у житу су први пут привукли пажњу масовних медија током 1980-их након што су примећени на неким пољопривредним пољима у јужној Енглеској. 
Слике се најчешће састоје од веома великих и замршених серија прстенова и линија које се формирају када се усеви, као што су пшеница и раж, спљоште у шаре. Неки приписују ове дизајне ознакама које остављају слетања ванземаљских летелица јер су слике обично веома велике, појављују се у кратком временском периоду, а неке не показују никакве видљиве трагове у дизајну или ван њега. Овакве врсте фигура налазе се широм света; иако многи не приписују њихову манифестацију посетама ванземаљских бића. Кругови у житу се понекад називају формације усева, агроглифи или пиктограми. Неке су такође креирали признати „пејзажни уметници“ у комерцијалне сврхе. 